# Lurdská jeskyně (Vatikán)

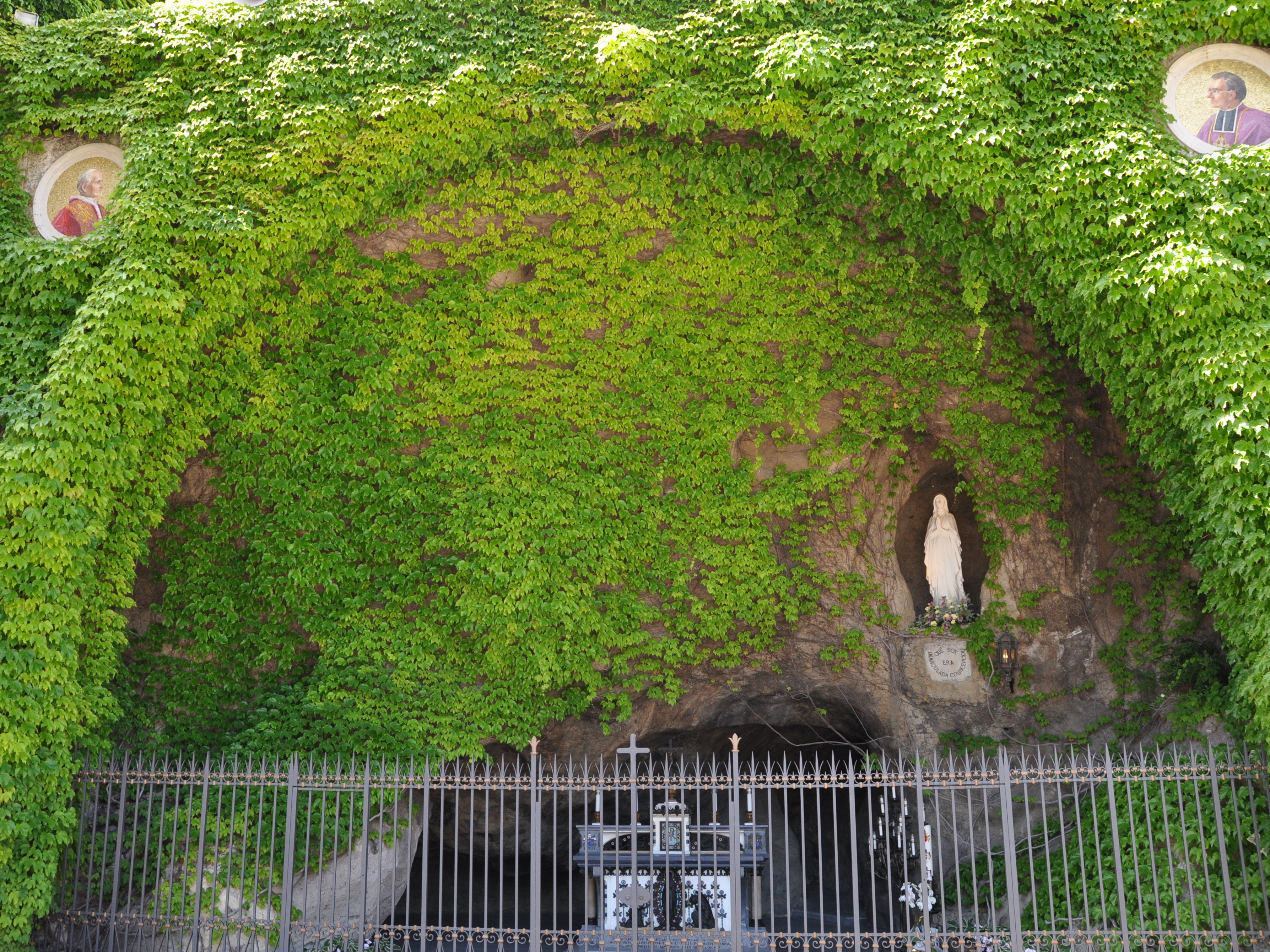
Lurská jeskyně v Římě - viditelné jsou i medailonky dárce a obdarovaného.

Lurdská jeskyně je replika skutečné jeskyně ve francouzském městě Lourdes, kde se místním dětem zjevovala Panna Marie. Kopie jeskyně je umístěná ve Vatikánských zahradách severně od věže sv. Jana. Papeži Lvu XIII. (1878 – 1903) ji daroval francouzský biskup François Xavier Schoepfer (z diecéze Tarbes et Lourdes) a francouzští katolíci. Stavbu navrhl architekt Apoštolského paláce, Constantine Sneider. Papeži byla jeskyně představena 1. června 1902.
V horních rozích čelní stěny jsou umístěny dva medailony – vpravo je portrét biskupa Schoepfera a vlevo obraz Lva XIII. Celá jeskyně obrůstá bohatým závojem révovité rostliny přísavníku trojcípého (Parthenocissus tricuspidata). V prostoru jeskyně je umístěn také originální oltář z Lurd, darovaný Janu XXIII.
Poblíž lurdské jeskyně se nachází také bronzová socha Panny Marie z Fatimy. Jejím autorem je americký sochař Frederick Shrady, který ji daroval Janu Pavlu II. jako památku na atentát z roku 1981. Nedaleko stojí i mramorová socha Zjevení Panny Marie Guadalupské v nadživotní velikosti, dar mexických katolíků z roku 1939. Pod sochou se nachází Žabí fontánka, vytvořená v době pontifikátu Pia XI. Čtyři bronzové žáby, umístěné na bronzových listech na okrajích prosté kruhové kašny z hladkého travertinu, fungují jako chrliče vody. Voda vytéká také z pokličky hliněné amfory, umístěné ve středu nádrže.